# Jaguar C-Type
Jaguar C-Type (офіційна назва Jaguar XK120-C) — гоночний спортивний автомобіль, виготовлений компанією Jaguar і продаваний з 1951 по 1953 рік. «C» означає «конкуренція».
Автомобіль поєднував ходову частину сучасного, перевіреного на дорозі XK120, з легкою трубчастою рамою, розробленою головним інженером Jaguar Вільямом Хейнсом, та аеродинамічним алюмінієвим кузовом, спільно розробленим Вільямом Хейнсом, Р. Джей (Бобом) Найтом і пізніше Малькольмом Сейєром. Всього було виготовлено 53 C-Type, 43 з яких були продані приватним власникам, переважно в США.

## Двигуни
- 3.4 L (3442 см3) XK I6 DOHC 24v 35° 205-220 к.с.